# Reggenza di Lanny Jaya
La reggenza di Lanny Jaya (in indonesiano: Kabupaten Lanny Jaya) è una reggenza dell'Indonesia, situata nella provincia di Papua Pegunungan.